# Загорное (Хмельницкая область)
Загорное (укр. Загірне) — село в Староконстантиновском районе Хмельницкой области Украины.
Население по переписи 2001 года составляло 198 человек. Почтовый индекс — 31177. Телефонный код — 3854. Занимает площадь 1,316 км². Код КОАТУУ — 6824280403.

## История
В 1946 г. указом ПВС УССР село Десеровка переименовано в Загорное.

## Местный совет
31175, Хмельницкая обл., Староконстантиновский р-н, с. Баглаи